# Michael Jordan
Michael Jeffrey Jordan  (Brooklyn, New York, 17. veljače 1963.) umirovljeni je američki profesionalni košarkaš. Igrao je na poziciji bek šutera, a izabran je u 1. krugu (3. ukupno) NBA drafta 1984. od strane Chicago Bullsa. U svojoj četrnaestogodišnjoj NBA karijeri ostvario je mnoge uspjehe. Igravši za Chicago Bullse osvojio je 6 NBA prstena, 5 puta proglašavan je najkorisnijim igračem lige te 6 puta najkorisnijim igračem NBA finala. Jordan je četrnaesterostruki NBA All-Star, te je jedanaest puta biran u All-NBA momčad i jednom je proglašen obrambenim igračem godine. Ušao je u Kuću slavnih 2009. godine.
U razdoblju od 1991. do 1993. godine Jordan je uz pomoć Scottie Pippena osvojio čak tri NBA prstena te se nakon kraja sezone 1992./93. odlučio umiroviti i okušati u baseballu. Nakon neuspjeha u baseballu, Jordan se vraća i u sezoni 1995./96. s Bullsima postavlja neoboriv omjer 72-10 i osvaja svoj četvrti naslov. To isto ponavlja i iduće dvije sezone te osvaja svoj šesti NBA prsten u osam godina. U njegovu čast Bullsi su mu umirovili dres s brojem 23. Nakon umirovljenja 1998. godine, Jordan se ponovno vratio na NBA parkete te od 2001. do 2003. godine nastupao za Washington Wizardse. Međutim zbog problema s koljenima, Jordan se 2003. godine ponovno povlači iz profesionalne košarke.
S američkom reprezentacijom osvojio je dvije zlatne olimpijske medalje. Prvu je osvojio na Olimpijskim igrama u Los Angelesu 1984. godine, a drugu osvaja na Olimpijskim igrama u Barceloni 1992. kao član originalnog Dream Teama. To je bilo prvi puta da je dopušteno sudjelovanje NBA igrača na nekim Olimpijskim igrama.
[neaktivna poveznica]

## Životopis

### Rani život
Jordan je rođen u Brooklynu, u saveznoj državi New York kao sin Deloris i Jamesa R. Jordana, Sr. Michael se kao jednogodišnjak s obitelji preselio u Wilmington u Sjevernoj Karolini. Pohađao je srednju školu Emsley A. Laney High School u Wilmingtonu. Bavio se košarkom, baseballom i američkim nogometom te se na drugoj godini srednje škole odlučio prijaviti u košarkaški tim. Međutim sa svojom visinom od 1,80 m bio je nizak da zaigra košarku te je izbačen iz momčadi. Da bi dokazao treneru da vrijedi i da može igrati, prijavio se u srednjoškolski kamp gdje je nekoliko utakmica završio s 40+ poena. Iduće sezone narastao je oko 10 centimetara te je marljivo trenirao u košarkaškoj momčadi. Zauzevši mjesto u prvoj petorci, Jordan je u zadnje dvije sezone prosječno postizao 20 poena po utakmici. Kao senior izabran je u McDonald's All-American momčad te je imao triple-double prosjek od 29.2 poena, 11.6 skokova i 10.1 asistenciju.

### Sveučilište
Nakon srednje škole Jordan je dobio stipendiju na sveučilištu Sjeverna Karolina. Kao freshman prosječno je postizao 13.4 poena te je proglašen ACC Freshmanom godine. U finalu NCAA natjecanja 1982. godine, protiv sveučilišta Georgetown predvođeni Patrickom Ewingom, Jordan je postigao odlučujući koš za pobjedu svojih Tar Heelsa i osvajanje NCAA natjecanja. Jordan je poslije objasnio da je to bila prekretnica u njegovu životu. Tijekom treće godine na sveučilištu, Jordan je prosječno postizao 17.7 poena i 5 skokova. Nakon osvajanja Naismith i Wooden nagrade za sveučilišnog igrača godine, Jordan je još jednu sezonu proveo s Tar Heelsima prije nego što se prijavio na NBA draft 1984. Izabran je kao 3. izbor NBA drafta od strane Chicago Bullsa, iza Sama Bowiea i Hakeema Olajuwona. 1986. Jordan se odlučio na povratak u Sjevernu Karolinu kako bi završio fakultet i diplomirao.

### NBA karijera

#### Početci (1984. – 1988.)
U prvoj sezoni s Bullsima, Jordan je prosječno postizao 28.2 poena uz šut iz igre od 51.5%. Ubrzo je postao zvijezda kluba te se pojavio na naslovnici Sport Illustrateda pod nazivom "Zvijezda je rođena". Jordan je izabran na prvu od četrnaest All-Star utakmica što je zasmetalo starijim igračima poput Isiaha Thomasa. Ljubomoran na publicitet koji se vrti oko Jordana, Isiah je "isključio" Jordana iz igre time što mu nije dodavao lopte tijekom utakmice. Na kraju sezone Jordan je dobio nagradu za novaka godine te je odveo Bullse do omjera 38-44 i sedmog mjesta na Istoku. U prvom krugu doigravanja ispali su od Milwaukee Bucksa u četiri utakmice.
U sezoni 1985./86. Jordan je slomio stopalo te je morao propustiti 64 utakmice. Unatoč Jordanovoj ozljedi Bullsi su s omjerom 30-52 osigurali doigravanje. U prvom krugu doigravanja ispali su od kasnijih prvaka Boston Celticsa rezultatom 3-0. U drugoj utakmici serije Jordan je postavio rekord od 63 poena u jednoj utakmici doigravanja. Unatoč tome Bullsi su izgubili utakmicu.
U sezoni 1986./87. Jordan se potpuno oporavio od ozljede i prosječno postizao 37.1 poena uz postotak šuta iz igre od 48.2%. Postao je tek drugi igrač u povijesti NBA lige koji je postigao 3000+ poena u jednoj sezoni. Poboljšao je i svoju igru u obrani te postao prvi igrač koji je u jednoj sezoni ostvario 200 ukradenih lopti i 100 blokada. Unatoč Jordanovoj sjajnoj sezoni, nagradu za najkorisnijeg igrača lige odnio je Magic Johnson. Bullsi su ostvarili doigravanje treći put zaredom, ali su ponovno ispali već u prvom krugu od Boston Celticsa.

#### Neuspjeh i "Bad Boysi" (1988. – 1991.)
U sezoni 1987./88. Jordan je predvodio ligu s prosjekom od 35 poena te uz to dodao 5.5 skokova, 1.6 blokada i 3.16 ukradenih lopti uz šut iz igre od 53.5%. Te sezone osvojio je svoju prvu nagradu za najkorisnijeg igrača lige i proglašen je obrambenim igračem godine. Sezonu su završili zauzevši treće mjesto na Istoku uz omjer od 50-32. U prvom krugu doigravanja pobijedili su Cleveland Cavalierse 3-2. U drugom krugu susreli su se s iskusnim Detroit Pistonsima predvođeni "Bad Boysima" koji su ih pobijedili u pet utakmica.
Iduće sezone Jordan je ponovno predvodio ligu s prosjekom od 32.5 poena te uz to još dodao 8 skokova i 8 asistencija uz šut iz igre od 53.8%. Bullsi su sezonu završili s omjerom 47-35 i dogurali do finala Istočne konferencije preko Cleveland Cavaliersa i New York Knicksa. U prvom krugu doigravanja Jordan je u petoj utakmici postigao pobjednički koš preko Craiga Ehle za pobjedu svojih Bullsa. U finalu Istočne konferencije ponovno su ispali od Detroit Pistonsa, ali ovaj puta u šest utakmica. "Bad Boysi" su dobro čuvali Jordana, te svaki put kad je primio loptu redovito je bio udvojen ili zatvoren od čak trojice igrača.
U sezoni 1989./90. Bullsi su igrali sjajno, a Jordan je dobio potrebnu pomoć u Scottieu Pippenu i Horaceu Grantu. Pod novim trenerom, Philom Jacksonom, Jordan je prosječno postizao 33.6 poena, 6.9 skokova i 6.3 asistencije uz šut iz igre od 52.6%. Bullsi su sezonu završili s omjerom 55-27 te ponovno došli do finala Istočne konferencije preko Milwaukee Bucksa i Philadelphia 76ersa. Kao i prethodne dvije sezonu u finalu Istočne konferencije čekali su ih stari rivali Detroit Pistonsi. Međutim i ovaj puta Pistonsi su bili bolji te su svladali Bullse u sedam utakmica. To je bilo treće uzastopno ispadanje Bullsa od Pistonsa u finalu Istoka.

#### Prva tri NBA prstena (1991. – 1993.)
U sezoni 1990./91. Jordan je s prosjekom od 31.5 poena, 6 skokova i 5.5 asistencija osvojio nagradu za najkorisnijeg igrača sezone. Bullsi su zauzeli, prvi put nakon 16 godina, prvo mjesto na Istoku s omjerom 61-21. Sa Scottiem Pippenom, Jordan je odveo momčad do finala Istočne konferencije preko Knicksa i 76ersa. U finalu Istočne konferencije, po četvri put, susreli su se s Detroit Pistonsima. Bullsi su ih pobijedili rezultatom 4-0, a poslije završetka četvrte utakmice, Pistonsi su otišli u svlačionicu umjesto da pruže ruku Bullsima koji su zaslužili ući u NBA finale. U finalu svladali su Los Angeles Lakerse u pet utakmica. U drugoj utakmici finala, Jordan je izveo nezaboravno polaganje. Zaletivši se prema košu da zakuca, Jordan se sučelio s mogućom blokadom Sama Perkinsa stoga je prebacio loptu u drugu ruku i položio loptu. Jordan je s prosjekom od 31.2 poena, 11.4 asistencija, 6.6 skokova, 2.8 ukradenih lopti i 1.4 blokade jednoglasno osvojio svoju prvu nagradu za najkorisnijeg igrača NBA finala.
Iduće sezone Bullsi su nastavili dominaciju te su sezonu završili s omjerom 67-15. Jordan je sezonu završio s prosjekom od 30.1 poena, 6.4 skokova i 6.1 asistencija te je po drugi put zaredom proglašen najkorisnijim igračem lige. U drugom krugu doigravanja svladali su New York Knickse u sedam utakmica te u finalu Istočne konferencije Cleveland Cavalierse u šest utakmica. U NBA finalu susreli su se s Portland Trail Blazersima predvođeni Clydeom Drexlerom. Kako bi što više promovirali finale, novinari su se nadali da će se stvoriti rivalstvo između Jordana i Drexlera. U prvoj utakmici finala Jordan je postavio NBA rekord, postigavši čak 35 poena u prvom poluvremenu, uključujući rekordnih šest trica. Bullsi su pobijedili u prvoj utakmici rezultatom 122:89 te na kraju odnijeli pobjedu u šest utakmica i osvojili drugi   NBA naslov. Tijekom serije Jordan je prosječno postizao 35.8 poena, 4.8 skokova i 6.5 asistencija te je osvojio još jednom osvojio nagradu za najkorisnijeg igrača NBA finala.
U sezoni 1992./93. unatoč Jordanovim sjajnim igrama i prosjeku od 32.6 poena, 6.7 skokova i 5.5 asistencija, nagradu za najkorisnijeg igrača sezone odnio je Charles Barkley. U NBA finalu susreli su se s Phoenix Sunsima koje su pobijedili u šest utakmica, zahvaljujući Jimu Paxsonu i njegovoj trici nekoliko sekundi prije kraja utakmice te Grantovoj blokadi. Međutim i za ovaj naslov najzaslužniji je bio upravo Jordan koji je s rekordnim prosjekom od 41 poena po utakmici tijekom serije odveo Bullse do trećeg uzastopnog naslova. Postao je prvi igrač s tri uzastopne nagrade za najkorisnijeg igrača NBA finala te je u sedam sezona, čak sedam puta bio najbolji stijelac lige te je uz to još dodao tri NBA prstena. Polagano se već i na Jordanu vidjelo da se zasitio tolikog publiciteta i javnog života.

#### Prvo umirovljenje (1993. – 1995.)
6. listopada 1993. Jordan je objavio povlačenje iz profesionalne košarke, a glavni razlog bila je zasićenost od košarke. Jordan je poslije izjavio da mu je očeva smrt bila prekretnica u odluci. James R. Jordan, Sr. poginuo je 23. srpnja 1993. u prometnoj nesreći koju su uzrokavala dvojica maloljetnika. 1996. Jordan je otvorio Boys & Girls Club u spomen na svoga oca. U svojoj autobiografiji "For the Love of the Game", Jordan je izjavio da se mislio umiroviti još krajem 1992., zbog iscrpljenosti poslije Olimpijskih igara. Kako bi ispunio san svog oca, Jordan je odlučio zaigrati baseball te je 31. ožujka 1994. potpisao za Chicago White Soxe. Kao član White Soxa imao je solidne statistike, a 1994. nastupio je i u dresu Scottsdale Scorpionsa na Arizona Fall League natjecanju.

#### Povratak u NBA
U sezoni 1993./94. Bullsi predvođeni Scottiem Pippenom, ostvaruju omjer 55-27, ali ispadaju već u drugom krugu doigravanja. Međutim sezona 1994./95. bila je daleko drukčija od onih prethodnih. Momčad je prvi dio sezone završila s omjerom 31-31, ali su kasnije nadahnuti Jordanovim povratkom podigli igru na višu razinu. 18. ožujka 1995. Jordan se i službeno vratio iz mirovine te je idući dan s brojem 45 na leđima sa svojih 19 poena odveo momčad do pobjede preko Indiana Pacersa. Unatoč tome što košarku nije igrao godinu i šest mjeseci, Jordan je u, svojoj četvrtoj utakmici od povratka, utakmici s Atlanta Hawksima postigao pobjednički koš te nekoliko dana kasnije postigao čak 55 poena u pobjedi Bullsa nad New York Knicksima. Nadahnuti Jordanovim povratkom, Bullsi su nekako uspjeli doći do drugog kruga doigravanja gdje su se sreli s Orlandom. Nakon prve utakmice serije, koju su Bullsi izgubili u zadnjim trenutcima, popraćen žestokim kritikama, Jordan je broj 45 zamijenio brojem 23. Bullsi su ipak izgubili u šest utakmica, unatoč Jordanovom prosjeku tijekom te serije od 31 poena po utakmici.

#### Druga tri NBA prstena (1996. – 1998.)
Razočaran prošlosezonskim porazom u doigravanju, Jordan je u novu sezonu krenuo žestoko. Pojačani sjajnim skakačem Dennisom Rodmanom, Bullsi su potpuno dominirali ligom završivši s omjerom 72-10, tj. najboljim omjerom u povijesti NBA lige. Jordan je sezonu završio s prosjekom od 30.4 poena te je proglašen najkorisnijim igračem lige i najkorisnijim igračem All-Star utakmice. U doigravanju Bullsi su izgubili samo 3 utakmice i preko Seattle SuperSonicsa došli do četvrtog NBA naslova. Jordan je po četvrti put proglašen najkorisnijim igračem NBA finala, preskočivši Magica Johnsona koji posjeduje tri takve nagrade. Tim priznanjem postao je drugi igrač koji je sezonu završio kao najkorisniji igrač regularnog dijela, NBA finala i All-Star utakmice.
U sezoni 1996./97. Bullsi predvođeni Jordanom ostvaruju omjer 69-13, zamalo ostvarivši drugu sezonu zaredom sa 70 pobjeda. Nagradu za najkorisnijeg igrača sezone odnio je Karl Malone. U NBA finalu Bullsi su se susreli s Utah Jazzom. U toj seriji Jordan je pogodio nekoliko odlučujućih koševa, uključujući i koš za pobjedu u prvoj utakmici. U petoj utakmici Jordan je postigao 38 poena i odveo svoju momčad do pobjede, unatoč tome što je dehidrirao od zadobivenog virusa. Ta utakmica u američkim medijima poznata je pod nazivom "flu game". Bullsi su dobili šestu utakmicu rezultatom 90:88 te tako osvojili svoj peti naslov, a Jordan primio po peti put nagradu za najkorisnijeg igrača NBA finala. Na All-Star utakmici 1997. u Clevelandu, Jordan je ostvario jedini triple-double učinak u povijesti All-Star utakmica, ali nagradu za najkorisnijeg igrača All-Star utakmice odnio je Glen Rice.
Sezonu 1997./98. Bullsi su završili s omjerom 62-20. Jordan je predvodio ligu s 28.7 poena, osiguravši nagradu za najkorisnijeg igrača lige i All-Star utakmice i uz to izabiranje u All-NBA prvu petorku i All-Defensive prvu petorku. U finalu Istočne konferencije pobijedili su Pacerse u sedam utakmica i prošli u šesto NBA finale. To je bilo prvi puta da je Jordan igrao sedam utakmica u seriji nakon New York Knicksa i 1992. godine. U NBA finalu čekali su ih stari rivali Utah Jazzeri. U šestoj utakmici, s vodstvom Bullsa od 3-2, Jordan je napravio nezaboravan potez kojim je odveo svoju momčad do šestog NBA naslova. Pri rezultatu 86:83 za Jazzere, trener Bullsa Phil Jackson, 40 sekundi prije kraja, zove time-out. Nakon time-outa Jordan je primio loptu i položio je za 86:85. U idućem napadu loptu je primio Karl Malone. Ušavši u reket, dobro čuvan od strane Rodmana, Jordan mu je izbio loptu i krenuo u napad za pobjedu. Lagano vodeći loptu došao je do vrha reketa gdje ga je čuvao Byron Russell. 10 sekundi prije kraja Jordan je krenuo desno te napravio crossover kojim je izbacio Russella i sebi otvorio šut. Pogodio je koš i Bullsi su prešli u vodstvo od 87:86. U idućem napadu John Stockton je promašio tricu za pobjedu, a Bullsi su osvojili svoj šesti NBA naslov u posljednjih osam godina. Jordan je po šesti put izabran za najkorisnijeg igrača NBA finala. Tijekom serije ostvario je prosjek od 33.5 poena, uključujući 45 poena u odlučujućoj šestoj utakmici. Ovo NBA finale pratilo je najviše ljudi u povijesti NBA lige, dok šesta utakmica tog finala drži rekord kao najgledanija utakmica u povijesti.

#### Drugo umirovljenje (1998. – 2001.)
Popraćen time što je Jacksonu isticao ugovor, Pippenovim željama za zamjenom i Rodmanovim odlaskom u Lakerse, Jordan se 13. siječnja 1999. umirovio po drugi put. 19. siječnja 2000. Jordan se vratio u NBA, ali ne kao igrač već kao predsjednik transakcija Washington Wizardsa. Sa svojim odgovornim odlukama uspio se riješiti nekoliko dobro plaćenih veterana što je dovelo do dobitka prvog izbora na NBA draftu 2001. Jordan je izabrao srednjoškolsku zvijezdu Kwamea Browna, koji je nakon četiri sezone mijenjan jer nije zadovoljio očekivanja. Unatoč tome što je 1999. izjavio da je 99.9% siguran da neće više zaigrati u NBA, 2001. Jordan se ponovno vratio, ali ovaj puta u dresu Wizardsa.

#### Povratak u Wizardse
21. rujna 2001. Jordan se vratio na NBA parkete, ali ovaj put kao član NBA momčadi Washington Wizardsa. Nakon potpisivanja ugovora Jordan je izjavio da će donirati godišnju plaću za pomoć žrtvama terorističkog napada koji se dogodio 11. rujna 2001. U sezoni 2001./02. Jordan je predvodio momčad s prosjekom od 22.9 poena, 5.2 asistencija i 1.42 ukradene lopte, ali zbog problema s hrskavicom u desnom koljenu, Jordan je odigrao samo 60 utakmica u regularnom dijelu.
U sezoni 2002./03. Jordan je bio jedini Wizard koji je nastupio u sve 82 utakmice od stoga startajući u njih 67. Prosječno je postizao 20 poena, 6.1 skokova, 3.8 asistencija i 1.5 ukradenih lopti. Unatoč tome što je imao 40 godina, Jordan je postigao 20+ poena 42 puta, 30+ poena devet puta te 40+ poena tri puta. 21. veljače 2003. Jordan je sa svojih 40 godina, postao najstariji igrač u povijesti lige koji je postigao 43 ili više poena u jednoj utakmici. Tijekom Jordanovog igranja s Wizardsima, sve domaće utakmice bile su rasprodane. Međutim Jordan nije uspio odvesti momčad u doigravanje te je često kritizirao suigrače, a posebno prvi izbor već spomenutog drafta Kwamea Browna.
Budući da se znalo da će Jordanova zadnja sezona u Wizardsima biti upravo 2002./03., Jordan je na posljednjoj utakmici u United Centeru dobio 4 minutne ovacije cijelog gledališta. Na All-Star utakmici 2003. Jordan je nastupio umjesto Vincea Cartera koji je ustupio mjesto Jordanu nakon velikog javnog pritiska. Igravši na svojoj 14. i posljednjoj All-Star utakmici, Jordan je prestigao Kareema Abdula-Jabbara po broju postignutih poena u povijesti All-Star utakmica. 16. travnja 2003. Jordan je odigrao svoju posljednju NBA utakmicu protiv Philadelphia 76ersa. Nakon što je 4 minute prije kraja treće četvrtine sjeo na klupu, publika je krajem četvrte četvrtine pozivala Jordana da uđe u igru. Trener nadahnut ovim potezom gledatelja uveo je Jordana 1 minutu i 35 sekundi prije kraja. Jordan je namjerno fauliran kako bi izveo dva slobodna bacanja. Nakon što su 76ersi izveli loptu izvana, Jordanov suigrač napravio je prekršaj na Johnu Salmonsu kako bi Jordan dobio zaslužene ovacije. Od strane 21 257 gledatelja Jordan je dobio 3 minutne ovacije nakon kojih je ponovno sjeo na klupu i odgledao utakmicu do kraja. Jordan je utakmicu završio s 13 poena.

## Američka reprezentacija
S američkom reprezentacijom, Jordan je osvojio dvije zlatne olimpijske medalje. Prvu zlatnu medalju osvojio je još kao sveučilištarac na Olimpijskim igrama u Los Angelesu 1984. Budući da je 1989. godine ukinut dotadašnji prijedlog i konačno dopušten nastup NBA igrača na Olimpijskim igrama, 1992. godine na Olimpijskim igrama u Barceloni Jordan je bio član originalnog Dream Teama s kojim je i osvojio svoju drugu zlatnu medalju.

## Privatni život
Jordan je četvrto od petero djece iz braka Deloris i Jamesa R. Jordana, Sr. U rujnu 1989. Jordan se vjenčao s Juanitom Vanoy s kojom ima dvojicu sinova, Jeffrey Michaela i Marcusa Jamesa i kćer Jasmine. 4. siječnja 2002. par je pokrenuo brakorazvodnu parnicu koju su ubrzo povukli, ali su se 29. prosinca 2006. ipak rastali. U javnosti se pojavio podatak da je Juanita nakon razvoda braka dobila oko 168 milijuna dolara. Jordan je 2014. stavio svoje imanje u Highland Parku na aukciju koju je kasnije kupio najbolji ponuđač. Od 27. travnja 2013. u braku je s Yvette Prieto s kojom ima dvije kćeri blizanke, Ysabel i Victoriu, rođene 9. veljače 2014.
Prije utakmice s Knicksima u doigravanju 1993. godine, Jordan je viđen u jednoj kockarnici u Atlantic Cityu. Te iste godine priznao je da je izgubio oko 57 tisuća dolara. Bliski Jordanov suradnik, Richard Esquinas, također je potvrdio da je osvojio 1,25 milijuna dolara igravši golf s Jordanom. U jednom talk show 2005. godine, Jordan je izjavio da voli ponekad otići u kasino, ali da njegovo kockanje nikada nije ugrozilo njegovu obitelj.

### Život nakon umirovljenja
Nakon trećeg umirovljenja, Jordan je ponovno preuzeo mjesto predsjednika transakcija Washington Wizardsa. Zbog nekoliko Jordanovih odluka i medijsih kritika, zamjena Richarda Hamiltona za Jerryja Stackhousea dovedena je u pitanje. 7. svibnja 2003. Jordan je otpušten s funkcije predsjednika transakcija kluba. Jordan je poslije izjavio da se osjeća izdano te da je znao da će sve tako završiti ne bi se ponovno vraćao iz mirovine. Jordan je nekoliko godina nastojao ostati u formi te je igrao na raznim dobrotvornim natjecanjima, te je nastavio promovirati svoj stil "Air Jordan". Od 2004. Jordan je postao vlasnik, "Michael Jordan Motorsports Suzuki", profesionalne motociklističke momčadi. 2006. Jordan i njegova žena donirali su 5 milijuna dolara srednjoj školi Hales Franciscan High School te su potpomagali brojne dobrotvorne organizacije diljem SAD-a. 15. lipnja 2006. Jordan je postao suvlasnik NBA kluba Charlotte Bobcats. Unatoč svojim uspjesima, Jordan je izjavio da neće upravljati transakcijama kluba. Danas je vlasnik Charlotte Hornetsa.

## NBA statistika

### Regularni dio
| Godina    | Klub       | Odig. uta. | Uta. poč. | Min. | 2P%  | 3P%  | Sl. bac.% | Skok. | Asist. | Ukr. lop. | Blok. | Poena |
| --------- | ---------- | ---------- | --------- | ---- | ---- | ---- | --------- | ----- | ------ | --------- | ----- | ----- |
| 1984./85  | Chicago    | 82         | 82        | 38.3 | .515 | .173 | .845      | 6.5   | 5.9    | 2.39      | .84   | 28.2  |
| 1985./86. | Chicago    | 18         | 7         | 25.1 | .457 | .167 | .840      | 3.6   | 2.9    | 2.06      | 1.17  | 22.7  |
| 1986./87. | Chicago    | 82         | 82        | 40.0 | .482 | .182 | .857      | 5.2   | 4.6    | 2.88      | 1.52  | 37.1  |
| 1987./88. | Chicago    | 82         | 82        | 40.4 | .535 | .132 | .841      | 5.5   | 5.9    | 3.16      | 1.60  | 35.0  |
| 1988./89. | Chicago    | 81         | 81        | 40.2 | .538 | .276 | .850      | 8.0   | 8.0    | 2.89      | .80   | 32.5  |
| 1989./90  | Chicago    | 82         | 82        | 39.0 | .526 | .376 | .848      | 6.9   | 6.3    | 2.77      | .66   | 33.6  |
| 1990./91. | Chicago    | 82         | 82        | 37.0 | .539 | .312 | .851      | 6.0   | 5.5    | 2.72      | 1.01  | 31.5  |
| 1991./92. | Chicago    | 80         | 80        | 38.8 | .519 | .270 | .832      | 6.4   | 6.1    | 2.28      | .94   | 30.1  |
| 1992./93. | Chicago    | 78         | 78        | 39.3 | .495 | .352 | .837      | 6.7   | 5.5    | 2.83      | .78   | 32.6  |
| 1994./95. | Chicago    | 17         | 17        | 39.3 | .411 | .500 | .801      | 6.9   | 5.3    | 1.76      | .76   | 26.9  |
| 1995./96. | Chicago    | 82         | 82        | 37.7 | .495 | .427 | .834      | 6.6   | 4.3    | 2.20      | .51   | 30.4  |
| 1996./97. | Chicago    | 82         | 82        | 37.9 | .486 | .374 | .833      | 5.9   | 4.3    | 1.71      | .54   | 29.6  |
| 1997./98. | Chicago    | 82         | 82        | 38.8 | .465 | .238 | .784      | 5.8   | 3.5    | 1.72      | .55   | 28.7  |
| 2001./02. | Washington | 60         | 53        | 34.9 | .416 | .189 | .790      | 5.7   | 5.2    | 1.42      | .43   | 22.9  |
| 2002./03. | Washington | 82         | 67        | 37.0 | .445 | .291 | .821      | 6.1   | 3.8    | 1.50      | .48   | 20.0  |
| Ukupno    |            | 1072       | 1039      | 38.3 | .497 | .327 | .835      | 6.2   | 5.3    | 2.35      | .82   | 30.1  |
| All-Star  |            | 13         | 13        | 29.4 | .472 | .273 | .750      | 4.7   | 4.2    | 2.85      | .46   | 20.2  |

## Vanjske poveznice
- Biografija na NBA.com
- Profil na NBA.com
- Profil  Arhivirana inačica izvorne stranice od 9. svibnja 2012. (Wayback Machine) na Basketball-Reference.com
- Profil na Internet Movie Databaseu